# Joaquim Rolla
Joaquim Rolla (São Tomé, distrito de Dom Silvério, 15 de agosto de 1899 — Rio de Janeiro, 29 de julho de 1972) foi um tropeiro e, posteriormente, empreendedor brasileiro do ramo dos jogos e turismo. Ele foi o dono dos cassinos da Urca, Quitandinha e da Pampulha, usados até serem proibidos pelo presidente do Brasil, Eurico Gaspar Dutra em 1946.
Nascido no interior de Minas Gerais, Joaquim Rolla estudou apenas o primário e logo sua veia empreendedora atinou para que vendesse gasosa (tipo de bebida alcoólica obtida do abacaxi) aos imigrantes alemães estabelecidos desde o início do século em São Domingos do Prata, cidade onde cresceu e foi criado. 
Joaquim era sobrinho do cacique político local, o coronel Francisco Leôncio Rolla, do PRM.  Ainda adolescente foi agraciado por ele com uma tropa de burros para escoar a produção de sua região e trazer de fora todo tipo de mantimento que não se produzia ali. Virou um grande tropeiro e logo suas viagens pelos sertões da região centro-leste de Minas Gerais fez que brotasse em Joaquim o sentimento pelo jogo de cartas. Perdeu e ganhou todo seu escoamento, tropa e tudo que possuía por algumas vezes, mas logo recuperava tudo, sonhava mais alto e foi seguir seu tino empreendendo prestação de serviços ao governo.
Começou a construir diversas estradas por sua região, através de contatos com o ex-presidente Artur Bernardes. No fim da década de 1920, seguiu para Belo Horizonte, onde fundou com seu irmão João Rolla o Mundo das Meias e logo declinou do negócio a favor do irmão (em 1953 a loja passou a se denominar Casa Rolla e ainda persiste). Arriscou em Belo Horizonte como proprietário de alguns jornais.
Na Revolução de 1930, a pedido do então governador Antônio Carlos Ribeiro de Andrada, lidera uma tropa de soldados a favor do vitorioso golpe para garantir a condução de Getúlio Vargas ao poder. Na Revolução Constitucionalista de 1932 , apoiou os paulistas ao lado de Artur Bernardes e permaneceu preso por um período.
Logo depois dos acontecimentos políticos que abalaram o país, visita o Rio de Janeiro com grande frequência, tendo nos cassinos o seu maior interesse. O Cassino da Urca era o seu predileto, não era o maior da cidade, mas tinha lá o seu glamour. Um dia senta na mesa com alguns políticos notáveis e manifesta a eles o desejo de comprar aquele cassino. Eles ficaram admirados de um jovem com pouco mais de 30 anos querer comprar um cassino, não acreditaram muito naquela história, mas gostaram da ideias daquele mineiro visionário. Conferida a autenticidade do seu desejo em comprar o cassino, os políticos topam uma "sociedade anônima" com Joaquim, que na verdade era um tipo de proteção política para um negócio com tantos inimigos. Todavia, o Cassino da Urca deu certo e o empreendedor pratiano ampliou o seu leque de negócios em Belo Horizonte, no complexo da Pampulha, em Niterói com o Cassino de Icaraí, além de estâncias hidrominerais como Araxá, Poços de Caldas e Lambari , que só funcionou por uma noite.
Nos anos dourados em que o rádio reinava no Brasil, havia uma ética na propaganda, não se podia fazer uma panfletagem apenas do produto, era necessário um acompanhamento artístico ligando o jogo a cultura, de modo que no caso dos cassinos tinham em seus números musicais o seu maior filão para poder fazer publicidade nos jornais e rádios cariocas daquele tempo. Artistas internacionais do calibre de Glenn Miller faziam apresentações pelos cassinos e pelas rádios locais, descendo dos cruzeiros que passavam pela cidade maravilhosa. Como o cachê não era barato, o que fazia os artistas descerem dos luxuosos transatlânticos era uma certa sociedade entre Joaquim Rolla e Assis Chateaubriand para que as estrelas cantassem nas rádios do Grupo Diários Associados durante o dia e fizessem apresentações no cassino durante a noite.
Com o início da Segunda Guerra Mundial em 1939, as viagens de artistas internacionais começaram a escassear gradativamente com o medo de bombardeios navais cada vez mais frequentes e os voos cada vez mais perigosos. Os cassinos então passaram a investir na carreira de artistas nacionais para poder continuar com suas campanhas publicitárias de grande apelo. Carmem Miranda e Grande Otelo são alguns dos símbolos dessa época de ouro. Agências de publicidade foram fundadas por Joaquim Rolla no intuito único e exclusivo de ampliar o leque publicitário de seus cassinos.
E foi em 1941 que Rolla começou a realização de seu maior sonho; o Cassino Quitandinha, na cidade de Petrópolis. Na época que funcionou como hotel-cassino, aconteceram alguns shows memoráveis, como na inauguração: a cantora lírica peruana Yma Sumac, a dupla de dançarinos americanos Don & Dolores Graham, a cômica dupla sertaneja de Alvarenga e Ranchinho, a atriz Margareth Lanthos e a orquestra de Ray Ventura (que à época tinha Henri Salvador como crooner). Estiveram hospedados em suas dependências, personalidades como o ex-rei Carlos II da Romênia e Lana Turner. Caso estivesse funcionando como local de jogo hoje, ainda seria o maior cassino da América Latina. O Cassino teve suas atividades suspensas em 30 de abril de 1946, com a proibição do jogo no Brasil pelo presidente Eurico Gaspar Dutra. A partir de então, passou a ser hotel, conhecido como Palácio Quitandinha. A partir de 2008 o SESC Rio adquiriu o Palácio Quitandinha e hoje administra suas visitações. Porém, antes de ser reaberto ao público, as dependências do que era o grande Cassino Quitandinha passaram por minuciosas restaurações, incluindo restauração de pisos e paredes, assim como de seus majestosos lustres, feitos em estuque e madeira, alguns com mais de meia tonelada. Foram restauradas também as pinturas originais dos desenhos feitos na sala das crianças, - local de recreação das crianças que acompanhavam os jogadores do cassino, feitos por um renomado ilustrador da revista O Cruzeiro - assim como as da piscina aquecida, estas com imagens de serem marinhos que, ao receberem o reflexo da água nas paredes davam a impressão de se estar no fundo do mar.
Hoje, a visitação é possível, sempre guiada por um aparelho de áudio individual ou guias. A duração da visitação gira em torno de 40 minutos.
Em 1952, começou a ser projetado em Belo Horizonte, um novo empreendimento de Rolla. O Edifício JK, ainda hoje o maior prédio da capital mineira, foi encomendado ao arquiteto Oscar Niemeyer para realçar o nome daquele que seria o próximo presidente do Brasil, Juscelino Kubitschek de Oliveira. São dois edifícios um de 23 e outro com 36 andares, 1086 apartamentos. A população do Edifício JK (cerca de 5.000 moradores) supera mais de 200 cidades mineiras. 
No fim da década de 1950, encomendou ao arquiteto Sérgio Bernardes o projeto do Pavilhão de São Cristóvão, no Rio de Janeiro, como espaço permanente de Exposição Internacional ligando as Indústrias Cariocas (São Cristóvão detinha o primeiro lugar na concentração de indústrias da America Latina) com o comércio. O vão protegido com uma cobertura circular semirrígida com dupla curvatura cobria o maior vão livre do mundo. Com a falência das indústrias cariocas e a falta de conservação desse pavilhão, o telhado "em forma de uma sela de cavalo" veio a tombar sendo que no local restou só as ruínas onde anos depois (aproveitando as paredes) instalou-se a céu aberto um central de degustação da culinária nordestina  em homenagem ao artista Luiz Gonzaga.
Rolla veio a falecer em julho de 1972 no seu apartamento em Ipanema, no Rio de Janeiro, logo após uma partida de peteca.